# Liste des cathédrales de Kilkenny
 (janvier 2021).
Si vous disposez d'ouvrages ou d'articles de référence ou si vous connaissez des sites web de qualité traitant du thème abordé ici, merci de compléter l'article en donnant les références utiles à sa vérifiabilité et en les liant à la section « Notes et références ».
Plusieurs confessions chrétiennes ont une cathédrale à Kilkenny en Irlande :
- la cathédrale Saint-Canice se rattache à l’Église d’Irlande ;
- la cathédrale Sainte-Marie se rattache à l’Église catholique.